# Tim Rowett

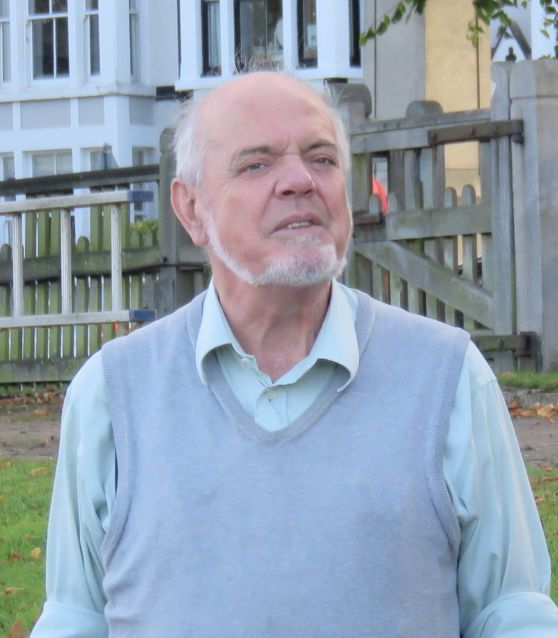
Tim Rowett 2015

Timothy Quiller Rowett (* 12. Juli 1942 in Surrey) ist ein britischer Spielzeugsammler und YouTuber. Bekanntheit erlangte er insbesondere durch seine YouTube-Videos, in welchen er Spielzeuge, Kuriositäten und Optische Illusionen präsentiert. Als "Tim the Toyman" arbeitete er als Kinderunterhalter und trug während dieser 50 Berufsjahre laut eigenen Angaben eine Sammlung von 20.000 bis 25.000 verschiedenen Spielsachen zusammen, welche er heute nach und nach in seinen Videos präsentiert und vorführt.
2014 beschrieb ihn der Daily Mirror als "großen viralen Hit" und "Internetsensation", im Folgejahr bezeichnete der Daily Telegraph als einen der "besten YouTuber über 50".

## Werdegang
Rowett arbeitete als Unterhalter auf Kindergeburtstagen von seinen späten 20. Lebensjahren bis zu seinem Ruhestand im Jahr 2017 im Alter von 65 Jahren. In einer kurzen Reportage der BBC beschrieb Rowett die Spielzeuge in seinen zahlreichen Koffern als "tot", da sie nunmehr keine Nutzung fänden, und dass es ihm eine große Freude sei, sie in seinen YouTube-Videos den Menschen wieder näher zu bringen und zu präsentieren. In der Vergangenheit spendete er oft ältere Spielzeuge Kinderkrankenhäusern in ganz England. Er besitzt einen Abschluss in Maschinenbau.

### Grand Illusions
Rowett zeigt seine Spielzeuge auf dem YouTube-Kanal Grand Illusions seit 2008. In jedem Video präsentiert er jeweils mindestens eines, meistens mehrere Spielzeuge, Puzzles oder Optische Illusionen, welche entweder Teil seiner umfangreichen Sammlung sind oder über einen der Marke Grand Illusions angeschlossenen Online-Shop vertrieben werden; er fungiert selber als Direktor der Marke. Mittlerweile sind auf diese Weise mehrere hundert Videos von etwa zehn Minuten Länge auf dem Kanal entstanden, welche jeweils bis zu mehrere hundert Millionen Aufrufe erreicht haben. Im Juni 2019 erreichte der Kanal die Marke von einer Million Abonnenten und erhielt dafür einen goldenen YouTube Play Button, welchen Rowett in einem Unboxing-Video präsentierte.
Grand Illusions startete 1996 zunächst als Online-Community für Wissenschaft und Spiele unter der Leitung der beiden damaligen BBC-Produzenten Hendrik Ball und George Auckland, welche damit die Rollen von Medien und Internet in den späten 90er-Jahren untersuchen wollten. Aufgrund seiner schon damals großen und bekannten Sammlung an Spielzeugen kam Rowett bereits früh mit dem Projekt in Kontakt und entwickelte sich zum persönlichen Freund von Ball und Auckland. Ab 1998 wurde Grand Illusions zum Online-Shop für Spielzeuge und Kuriositäten mit Schwerpunkt auf Raritäten und ausländischen Neuheiten. Einen Aufschwung erfuhr der Online-Shop mit dem Erfolg des gleichnamigen YouTube-Kanals und dessen Resonanz in vielen verschiedenen sozialen Netzwerken wie Reddit, seitdem wurde das Sortiment verstärkt auf handgearbeitete Produkte und limitierte Spielzeuge konzentriert.
Die Videos von Grand Illusions werden in einem im 17. Jahrhundert erbauten Bauernhaus in Oxfordshire produziert. Die Produktion wird weiterhin von Ball und Auckland geleitet, welche sich dem Projekt nach ihrem Ruhestand weiterhin widmen, die Konzeption und Moderation der Videos übernimmt Rowett alleine. Er fungiert als Direktor der Marke Grand Illusions, welche ihre Produkte von Newbury aus vertreibt.

### Weitere Arbeiten
Rowett trat 1989 in der wissenschaftlichen TV-Show Take Nobody’s Word For It an der Seite der Moderatorin Carol Vorderman auf und präsentierte dort diverse Optische Täuschungen.
Im Laufe der Jahre erfuhr Rowett viele Danksagungen und Zitate in einschlägiger Literatur für seine Arbeit als Spielzeugsammler und Berater. Er verfasste auch eigene Beiträge in Form von Berichten und Lyrik als Gastautor in diversen Büchern; das erste Mal in der 1999-Ausgabe von The Mathemagician and Pied Puzzler, einen erneuten Beitrag verfasste er 2001 in Puzzlers' Tribute: A Feast for the Mind.

## Persönliches
Rowett ist unverheiratet und lebt in seinem Haus im Londoner Stadtteil Twickenham. Er behauptet von sich, seit den 1970er-Jahren weder Fernseher noch Computer zu besitzen, wenngleich sich seit Januar 2017 ein Mechanischer Fernseher in seiner Sammlung befindet. Er wird als exzentrischer und "schrulliger" Sammler beschrieben, welcher sich seit seiner Grundschulzeit für das Sammeln von Spielzeugen begeistert, seinerzeit angeregt durch den Spielzeugkatalog eines Mitschülers.
In einem 2014 veröffentlichten Interview mit dem britischen Ableger der US-amerikanischen Computerzeitschrift Wired sagte Rowett im Bezug auf sein Alter "Ich sehe mich selbst als eine Sanduhr. Ein großer Teil von mir ist 112, ein kleiner Teil ist mein physisches Alter und der letzte Teil ist ein zwölf Jahre alter Junge."
In den 1980er-Jahren wurde in Rowetts Haus von Unbekannten eingebrochen, wobei die den Hauptteil des Hauses einnehmende Spielzeugsammlung unangetastet blieb. Rowett sagte dazu, dass er darüber zwar "sichtlich erleichtert" war, aber auch "verletzt, da sie offenbar den Spielzeugen nicht genug Wert zugesprochen haben, um sie zu stehlen".

### Spielzeugsammlung
2016 nahm Rowett an einer Fragerunde bei Reddit teil, wo er diverse Fragen aus der Öffentlichkeit zu seiner Spielzeugsammlung beantwortete. Eines seiner ersten Spielzeuge war eine Schubkarre sowie ein quietschender Panda-Teddybär.
Rowetts Haus besuchende Journalisten beschrieben, dass seine bis zu 25.000 Stücke umfassende Sammlung den Großteil des Gebäudes einnimmt. Berichten zufolge besteht sie aus über 180 Koffern, welche akribisch nach Jahr und Thema sortiert sind und sich neben Regalen und Vitrinen einreihen, welche weitere Kuriositäten sowie Uhren und kleine Kunstgegenstände beinhalten.
BBC-Produzent Hendrik Ball berichtete über Rowett, dass er bei fast jeder Gelegenheit Spielzeuge bei sich trägt und diese vorführt, wann immer sich eine Gelegenheit dazu ergäbe. Nach einem gemeinsamen Restaurantbesuch soll er beispielsweise aus seinem Kofferraum einen großen Ballon samt Helium-Zylinder geholt und aufgefüllt haben, um ihn anschließend mitsamt einer Wunderkerze in den Nachthimmel aufsteigen zu lassen.

### Familie
Rowett wurde während des Zweiten Weltkriegs geboren. Er ist der vierte der fünf Söhne von William Berkeley Rowett, einem ordinierten Priester sowie Elizabeth Chidell. Er hat enge Verwandte in Kanada, wo der Großteil seiner Familie heute lebt.